# Royaume sufrite de Tlemcen
742–790
Entités précédentes :
- Califat omeyyade

Entités suivantes :
- Rostémides
- Idrissides

Le royaume sufrite de Tlemcen,, ou l'émirat sufrite de Tlemcen est un État kharidjite, fondé par les tribus berbères des Ifrenides dans le Maghreb central au VIIIe siècle, dont la capitale était Tlemcen, en Algérie.

## Histoire
Après la conquête musulmane du Maghreb, les berbères se révoltent contre le régime omeyyade. Ces révoltes s'associent au milieu du VIIIe siècle au dogme kharidjite qui les séduit par son puritanisme et son message égalitaire et gagnent une bonne partie du Maghreb. Ainsi, les premiers États musulmans en Afrique du Nord étaient kharidjites. Dans le Maghreb central, les Rostémides fondent un royaume dont Tahert était la capitale. Quelques dizaines plutôt , Abou Qurra chef de la puissante tribu des Ifren, créa aux environs de Agadir (ancien nom de Tlemcen), un royaume sufrite, dont Charles-André Julien mentionne : « La vie intérieure nous échappe, mais dont le rôle militaire fut considérable ».  Ce royaume est le premier royaume musulman indépendant des Califats de l'histoire musulmane.   
Lors de la révolte de la tribu zénète des Ifrenides, ils proclament calife leur chef Abou Qurra, vraisemblablement vers 742 et porté par les victoires remportées par les sufrites contre les Omeyyades au nord-ouest du Maghreb. Abou Qurra rassemble autour de lui de nombreuses tribus issues des zénètes et principalement des Banou Ifran. Il choisit Tlemcen pour capitale. La création de cette cité est attribuée aux Ifrinides, mais le site a été déjà occupé par la ville romaine de Pomaria. 
En 767, uni aux kharidjites de Tahert et du djebel Nefoussa, Abou Qurra lance une expédition vers l’est, ils cernent le gouverneur abbasside dans la forteresse de Tobna dans les Aurès et gagnent Kairouan. De retour à Tlemcen, il s’alliait aux Maghraouides et doit se confronter aux visées expansionnistes des Idrissides. Cependant, le calife envoie de l’Orient une forte armée sous le nouveau gouverneur Yazid ibn Hatim qui défiaient les kharidjites en Ifriqiya, mais le reste du Maghreb échappent à l'autorité de Bagdad.

## Héritages
Le royaume ne dure pas longtemps, conformément aux règles strictes du sufrite, Abou Qurra ne pouvait pas laisser ses descendants fonder une dynastie. Abou Qurra part en campagne contre Kairouan mais doit composer avec la confédération des Maghraouas à son retour à Tlemcen. Idris Ier contrôle le Maghreb extrême et convoite maintenant le Maghreb central : il négocie avec les Maghraouas la remise de la ville de Tlemcen, puis l’un de ses descendants Muhammed Sulayman, crée dans la région le « royaume sulaymanide », un État chérifien au Maghreb central qui semble ne contrôler que les villes. 
Tlemcen devient une cité distinguée, en rapport croissant avec la culture arabe d’Al-Andalus, mais dans la campagne, des Ifrenides conservent leur hétérodoxie, en 955, leur chef Yala Ibn Mohamed se révoltera plus tard contre les Fatimides.
La porte dite « Qorrane », est le seul souvenir que garde aujourd'hui Tlemcen de cette époque, ce nom est une déformation de « Abu Qurra », mentionné par Al-Bakri.